# Radar de banda X basado en el mar

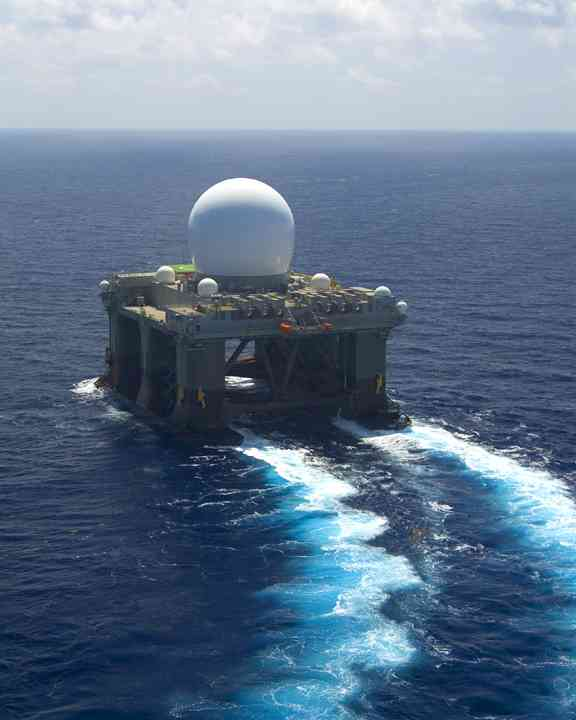
Radar de detección de armas balísticas muy rápido y de muy largo alcance

El radar de banda X basado en el mar (SBX-1) es una estación de radar de alerta temprana, flotante, autopropulsada, móvil, activa y escaneada electrónicamente, diseñada para operar en vientos fuertes y mares agitados. Fue desarrollado como parte del Sistema de Defensa de Misiles Balísticos de la Agencia de Defensa Antimisiles estadounidense.
El radar está montado en una plataforma petrolífera semisumergible de doble casco CS-50 de quinta generación. La conversión del buque se llevó a cabo en el astillero de AmFELS en Brownsville, Texas; el soporte del radar fue construido y montado en la embarcación en el astillero Kiewit en Ingleside, Texas. Teóricamente tiene su sede en la isla Adak en Alaska, pero ha pasado un tiempo significativo en Pearl Harbor en estado de prueba.

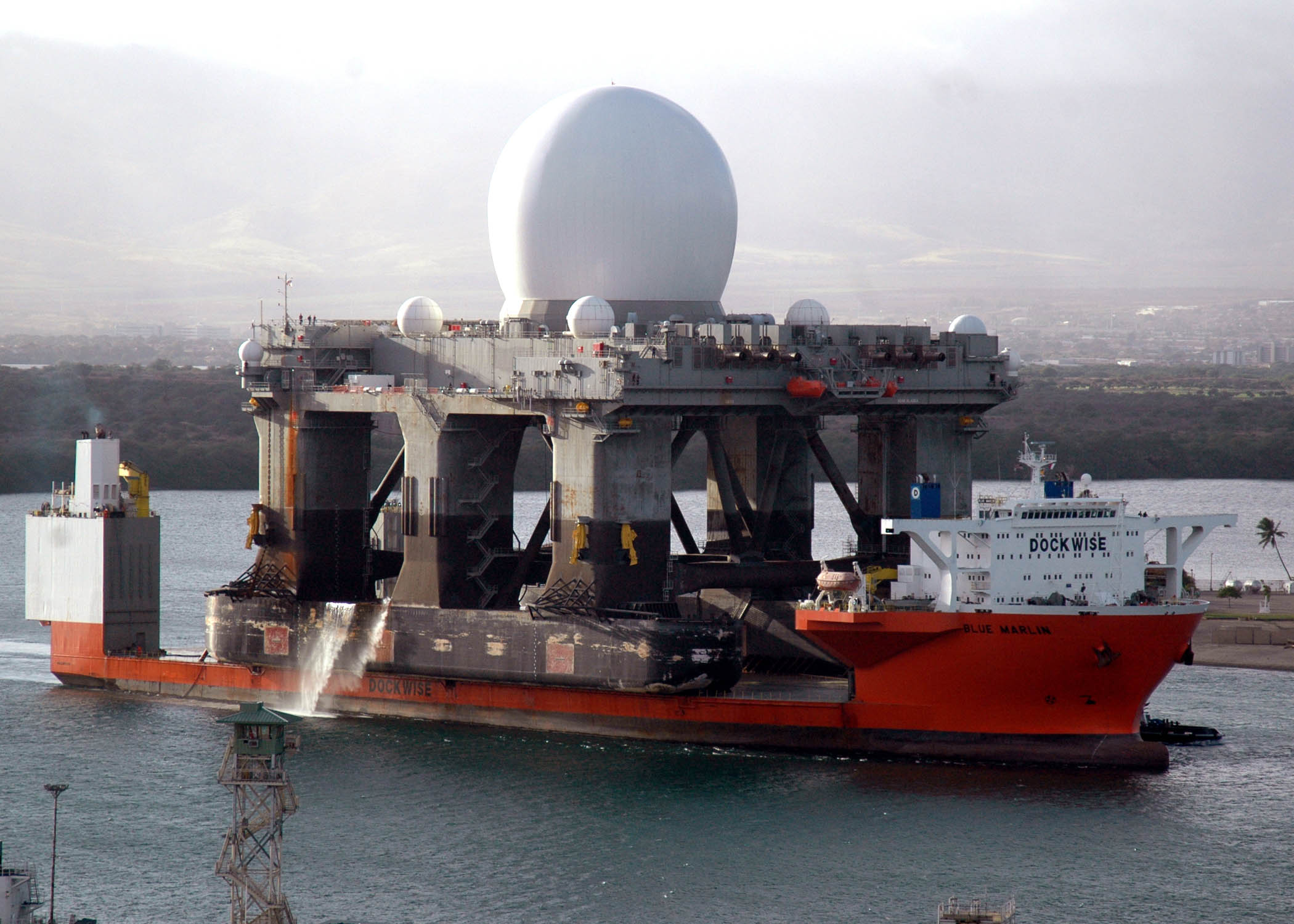
El radar de banda X basado en el mar entra en Pearl Harbor el 9 de enero de 2006 en su camino a la isla Adak, Alaska, transportado por el MV Blue Marlin.